# Placodister mroczkovskii
Placodister mroczkovskii är en skalbaggsart som beskrevs av Miłosz A. Mazur 1997. Placodister mroczkovskii ingår i släktet Placodister och familjen stumpbaggar. Inga underarter finns listade i Catalogue of Life.